# Почесні громадяни Бердянська
| Почесні громадяни Бердянська | Почесні громадяни Бердянська     | Почесні громадяни Бердянська       | Почесні громадяни Бердянська | Почесні громадяни Бердянська |
| ---------------------------- | -------------------------------- | ---------------------------------- | --- | ---------------------------- |
| №:                           | ПІБ                              | Дати життя                         | Діяльність | Дата присвоєння              |
| 1.                           | Налєскін Василь Антонович        |                                    | Учасник громадянської війни. З 1954 року — персональний пенсіонер Союзного значення. Нагороджений орденом Леніна та багатьма медалями. | 1967                         |
| 2.                           | Попов Микола Павлович            |                                    | Учасник громадянської війни. Нагороджений орденами та медалями. | 1967                         |
| 3.                           | Губанов Михайло Миколайович      | 1907—1991                          | Директор заводу «Дормаш» (1944—1983). Почесний робітник Міністерства будівельного, шляхового та комунального машинобудування. Нагороджений одинадцятьма орденами та медалями. | 1969                         |
| 4.                           | Стешенко Сергій Леонтійович      | 1906—1980                          | Учасник радянсько-німецької війни. Перший секретар Бердянського міського комітету Компартії України (1944—1952). Після війни керував відбудовою зруйнованого міста. Нагороджений орденом Вітчизняної війни II ступеню та медалями. | 1969                         |
| 5.                           | Степанянц Сурен Аванесович       | 1912—1979                          | Герой Соціалістичної Праці, директор БДНМЗ (1947—1979). Заслужений робітник Міннафтохімпрому СРСР. Нагороджений двома орденами Леніна та іншими нагородами. | 1969                         |
| 6.                           | Добросердова Ганна Костянтинівна | 26 квітня 1903 — 23 січня 1990     | У роки радянсько-німецької війни капітан медичної служби, хірург евакогоспіталю № 1044. У повоєнний час — хірург, завідувачка хірургічного відділення Бердянської міської лікарні. Депутат міської ради. | 1972                         |
| 7.                           | Горшков Сергій Георгійович       | 1910—1988                          | Двічі Герой Радянського Союзу, адмірал Флоту СРСР. У роки радянсько-німецької війни — контр-адмірал, командуючий Азовською військовою флотилією, частини якої звільняли Бердянськ. З 1955 року — заступник Міністра Оборони СРСР та Головнокомандуючий Військово-Морським Флотом. Нагороджений тринадцятьма орденами та медалями. | 1973                         |
| 8.                           | Григоренко Микола Олексійович    | 28 грудня 1918 — 24 червня 1987    | Учасник радянсько-німецької війни, гвардії старший сержант, учасник Курської битви. Робітник тресту «Бердянськбуд» (1950—1970). Заслужений будівельник УРСР. Кавалер Ордена Слави трьох ступенів. | 1973                         |
| 9.                           | Гранкін Олександр Миколайович    | 2 квітня 1918 — 29 липня 1996      | Учасник радянсько-німецької війни, командир групи машиністів підводного човна С-101 Північного флоту. Заступник директора заводу «Азовкабель» (1952—1979). Нагороджений орденами Бойового Червоного Прапора, Вітчизняної війни І та II ступеню, медалями. | 1977                         |
| 10.                          | Дойнова Ганна Прокопівна         | 10 червня 1937                     | Герой Соціалістичної Праці, ізолювальниця заводу «Азовкабель». Кавалер двох орденів Леніна, ордена «Знак Пошани». Почесний робітник електричної промисловості СРСР. | 1977                         |
| 11.                          | Безродний Василь Петрович        | 14 січня 1928                      | Директор заводу «Південгідромаш» (1972—1988). Заслужений машинобудівник України. Кавалер двох орденів «Знак Пошани» та ордену «Дружби народів». Депутат міської ради десяти скликань. Голова ради старійшин міста в 2000—2002 роках. | 2003                         |
| 12.                          | Корсун Анатолій Семенович        | 22 січня 1923 — 1 червня 2004      | Учасник радянсько-німецької війни, учасник Параду Перемоги 24 червня 1945 року. Директор комбінату «Буддеталь» (1961—1995), депутат міської ради, член ради директорів. Нагороджений шістьма бойовими орденами та медалями, орденом Трудового Червоного Прапора та орденом «Богдана Хмельницького». Голова первинної ветеранської організації. | 2003                         |
| 13.                          | Мухін Михайло Іванович           | 22 листопада 1920 — 22 серпня 2007 | Учасник радянсько-німецької війни, учасник Параду Перемоги 24 червня 1945 року. Робітник тресту «Бердянськбуд» (1956—1989). Кавалер восьми бойових орденів та ордену Трудового Червоного Прапора. Голова первинної ветеранської організації. | 2003                         |
| 14.                          | Федоров Юрій Костянтинович       | 10 жовтня 1936 — 4 листопада 2004  | Колишній перший секретар міського комітету комсомолу (1962—1967), перший секретар міського комітету Компартії України (1977—1987). 15 років очолював технікум харчової промисловості. Відмінник народної освіти. 24 роки — депутат міської Ради, 15 — член міськвиконкому. Кавалер орденів «Знак Пошани» та Трудового Червоного Прапора. Голова ради старійшин міста, член обласної ради старійшин. | 2003                         |
| 15.                          | Синицький Віктор Павлович        | 10 січня 1967                      | Проходив службу при вторженні обмеженного контингенту радянських військ у Демократичну республіку Афганістан. Присвоєно звання Героя Радянського Союзу. Переїхав до Бердянська в 1999 році. | 2004                         |
| 16.                          | Воробйов Олександр Костянтинович | 25 серпня 1934                     | Перший секретар міського комітету комсомолу (1959—1962), заступник голови Бердянської міської ради народних депутатів в 1963 році, секретар міського комітету Компартії України (1963—1965), секретар Запорізького обласного комітету КПУ (1980—1990). З 1993 по 1998 рік Надзвичайний та Повноважений Посол України в Болгарії. 28 років — депутат Верховної Ради України. Нагороджений орденом «Знак Пошани», орденом «Стара Платина» 1 Ступеня — вищою нагородою Болгарії. Голова ради старійшин при голові Запорізької обласної державної адміністрації.                   | 2004                         |
| 17.                          | Верещагін Данило Йосипович       | 15 травня 1934 — 21 грудня 1994    | Хірург, завідувач хірургічного відділення Бердянської міської лікарні (1958—1994). Впровадив основи анестезіології, першим у області застосував лазерний скальпель в хірургії. Кавалер ордена Дружби народів, медалі «За доблесний труд», Знаку «Відмінник охорони здоров'я». | 2005                         |
| 18.                          | Кривошей Михайло Федорович       | 7 листопада 1923                   | Учасник радянсько-німецької війни, захисник Сталінграда, воював на Північно-Західному фронті під Ленінградом, у Прибалтиці. З 1960 по 1986 рік — редактор Бердянської міськрайонної газети «Південна зоря». Кавалер орденів Червоної Зірки, Великої Вітчизняної війни І ступеня, «За мужність», Трудового Червоного Прапора. Член ради ветеранів міста. | 2005                         |
| 19.                          | Шаульський Микола Степанович     | 12 травня 1925 — 3 листопада 1995  | Учасник радянсько-німецької війни. Перший секретар міського комітету комсомолу (1953—1956), голова виконавчого комітету Бердянської міської Ради народних депутатів з 1956 по 1961 рік. 16 років обирався першим секретарем міського комітету Компартії України. З 1977 по 1985 рік — начальник Бердянського морського торговельного порту. Кавалер орденів Леніна, Жовтневої революції, Трудового Червоного Прапора, Червоної Зірки, Слави III ступеня, Вітчизняної війни І ступеня, Пошани. Обирався делегатом 23—25 з'їздів КПРС, депутатом міської ради багатьох скликань. | 2005                         |
| 20.                          | Кунгурцев Євген Максимович       | 3 жовтня 1921 — 13 травня 2000     | Двічі Герой Радянського Союзу. Учасник бойових дій у роки радянсько-німецької війни, пілот-штурмовик. Кавалер ордена Леніна, чотирьох орденів Бойового Червоного Прапора. Очолював професійно-технічні училища №№ 4, 25, пансіонат «Лазурний», піонерський табір «Юний хімік», міську організацію ветеранів. | 2005                         |
| 21.                          | Беляєв Микола Іванович           | 19 грудня 1927                     | Учасник радчянсько-німецька війна війни, кавалер орденів Жовтневої революції, «Знак Пошани», «За мужність», двох орденів Трудового Червоного Прапора, бойових медалей, колишній найкращий капітан Азово — Чорноморського басейну, ветеран рибної промисловості, заслужений колгоспник, пенсіонер РКП «Маяк». | 2006                         |
| 22.                          | Антонов Микола Антонович         | 19 жовтня 1939                     | Виконавчий директор Бердянської Спілки промисловців та підприємців, генеральний директор Бердянської міської організації роботодавців «Потенціал», заслужений машинобудівник України, нагороджений Почесною Грамотою Кабінету Міністрів України, Грамотою Верховної Ради України, Золотим Знаком Української Спілки промисловців та підприємців. | 2006                         |
| 23.                          | Вержиковський Володимир Петрович | 7 серпня 1941                      | Колишній комсомольський лідер міста, голова виконавчого комітету Бердянської міської ради в 1980—1983 роках, секретар міського комітету КПУ, директор управління газового господарства з 1988 по 1994 рік, пенсіонер, заступник голови регіональної Асоціації інвалідів, голова ради старійшин міста. | 2006                         |
| 24.                          | Дяглєв Віктор Михайлович         | 10 вересня 1935                    | Колишній комсомольський та партійний лідер міста, голова виконкому Бердянської міської ради, директор Бердянського державного заводу скловолокна, кавалер ордена «Знак пошани», академік Академії економічних наук України, пенсіонер, член ради старійшин міста. |                              |
| 25                           | Усатенко Галина Дмитрівна        | 4 лютого 1941                      | Більше 35 років працювала на Бердянському державному заводі скловолокна. За дострокове виконання завдань дев'ятої п'ятирічки нагороджена орденами Леніна, Трудового Червоного Прапора та удостоєна звання Героя Соціалістичної Праці, активний член президії міської ради ветеранів, волонтер, лауреат Державної премії УРСР. |                              |
| 26                           | Пікінер Володимир Тарасович      |                                    | З 1983 по 1987 рік працював першим заступником голови Бердянської міськради, в наступні чотири роки — головою міськради. З 1991 по 1998 рік керував планово-економічним управлінням виконкому Запорізької облради, був першим заступником голови Запорізької облдержадміністрації. З 2000 по 2002 рік працював начальником Головного управління економіки, заступником голови Запорізької облдержадміністрації. З 2004 року очолює колектив Бердянського морського торгового порту. Член виконкому Бердянської міськради..                                                     | 31 березня 2010              |
| 27                           | Купцова Ганна Дмитрівна          |                                    | З 1983 року була начальником міського управління торгівлі Бердянського міськвиконкому, де працювала до виходу на пенсію. Протягом 15 років обиралася депутатом міської ради, була членом ревізійної комісії і членом Республіканського комітету профспілки працівників торгівлі. З 2002 року — секретар Ради старійшин Бердянська при міському голові. Відзначена керівництвом міста у 2006 році медаллю «За вагомий внесок у розвиток міста» та Почесним орденом міста в 2008 році..                                                                                          | 31 березня 2010              |
| 28                           | Шерстньов Сергій Андрійович      |                                    | солдат ЗСУ. Загинув 12 червня 2014 у боях за Савур-могилу | 12.08.2014, посмертно        |
| 29                           | Довганюк Володимир Леонідович    |                                    | полковник ЗСУ. Загинув 10 лютого 2015 під час обстрілу терористами Краматорська | 18 лютого 2016, посмертно    |
| 29                           | Щербань Олег Олександрович       |                                    | солдат ЗСУ. Зазнав смертельних поранень 3 червня 2015 | 18 лютого 2016, посмертно    |
| 29                           | Михайличенко Віктор Іванович     |                                    | Головний редактор суспільно-політичної газети «Південна зоря», заслужений журналіст України | серпень 2018                 |
| 29                           | Кожевніков Валентин Михайлович   |                                    | Заслужений лікар України | серпень 2018, посмертно      |
| 30                           | Семеновський Олег Миколайович    |                                    | Захисник України | посмертно                    |